# Saison 2015 de l'équipe cycliste Cannondale-Garmin
La saison 2015 de l'équipe cycliste Cannondale-Garmin est la onzième de cette équipe, la première sous cette appellation à la suite de la fusion entre les équipes Cannondale et Garmin-Sharp à l'issue de la saison 2014.

## Préparation de la saison 2015

### Sponsors et financement de l'équipe
En août 2014, les équipes Cannondale et Garmin ont annoncé leur fusion en 2015. L'entreprise Cannondale prend une participation dans la société de management sportif Slipstream Sports LLC, qui gère l'équipe. Cannondale devient le principal sponsor de l'équipe et son fournisseur de cycles. Garmin est le deuxième sponsor de l'équipe, qu'elle soutient depuis 2008, et qui est donc appelée Cannondale-Garmin. Le budget de l'équipe pour cette saison s'élève à 10 millions d'euros.

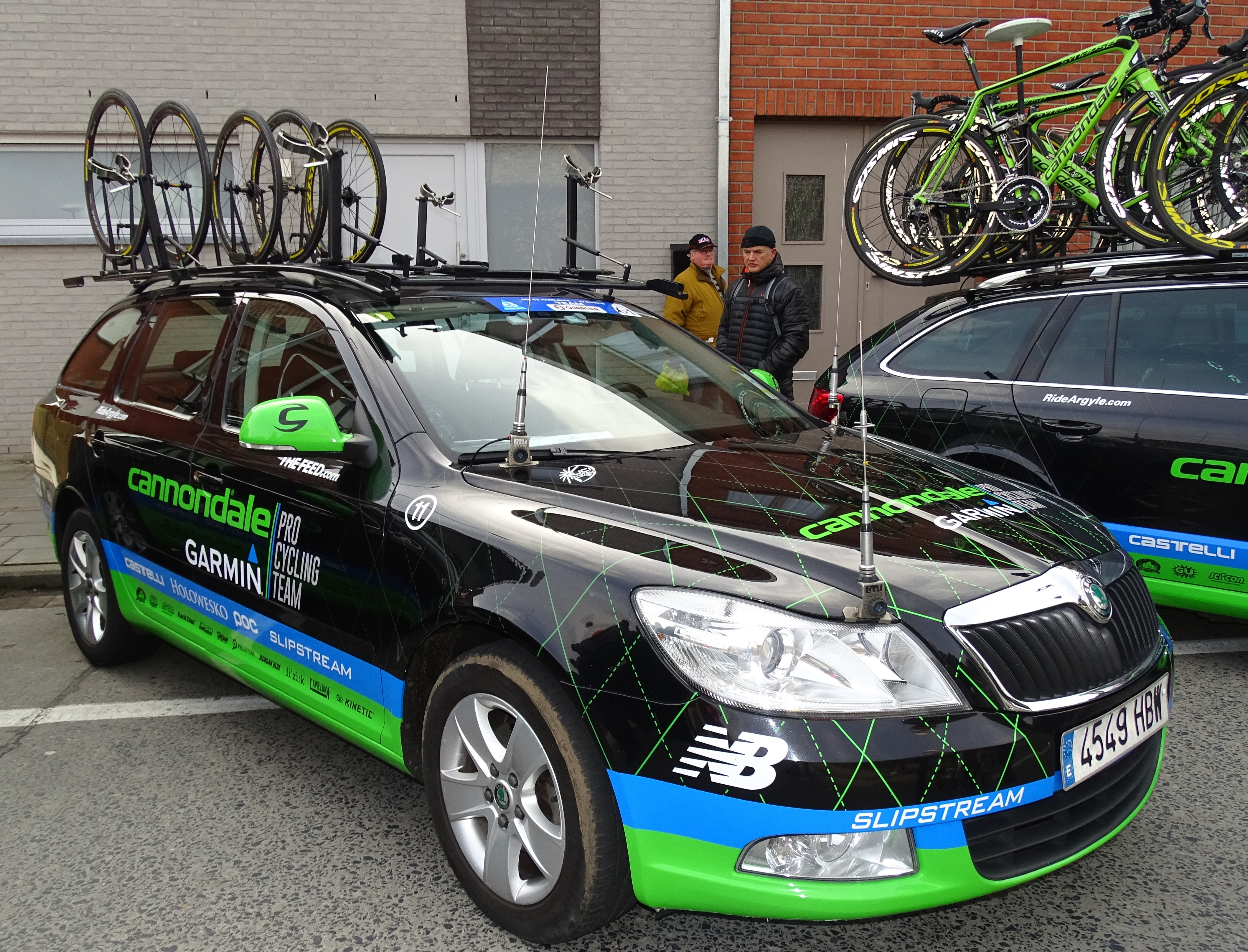
Une voiture de l'équipe lors du Grand Prix E3 2015.
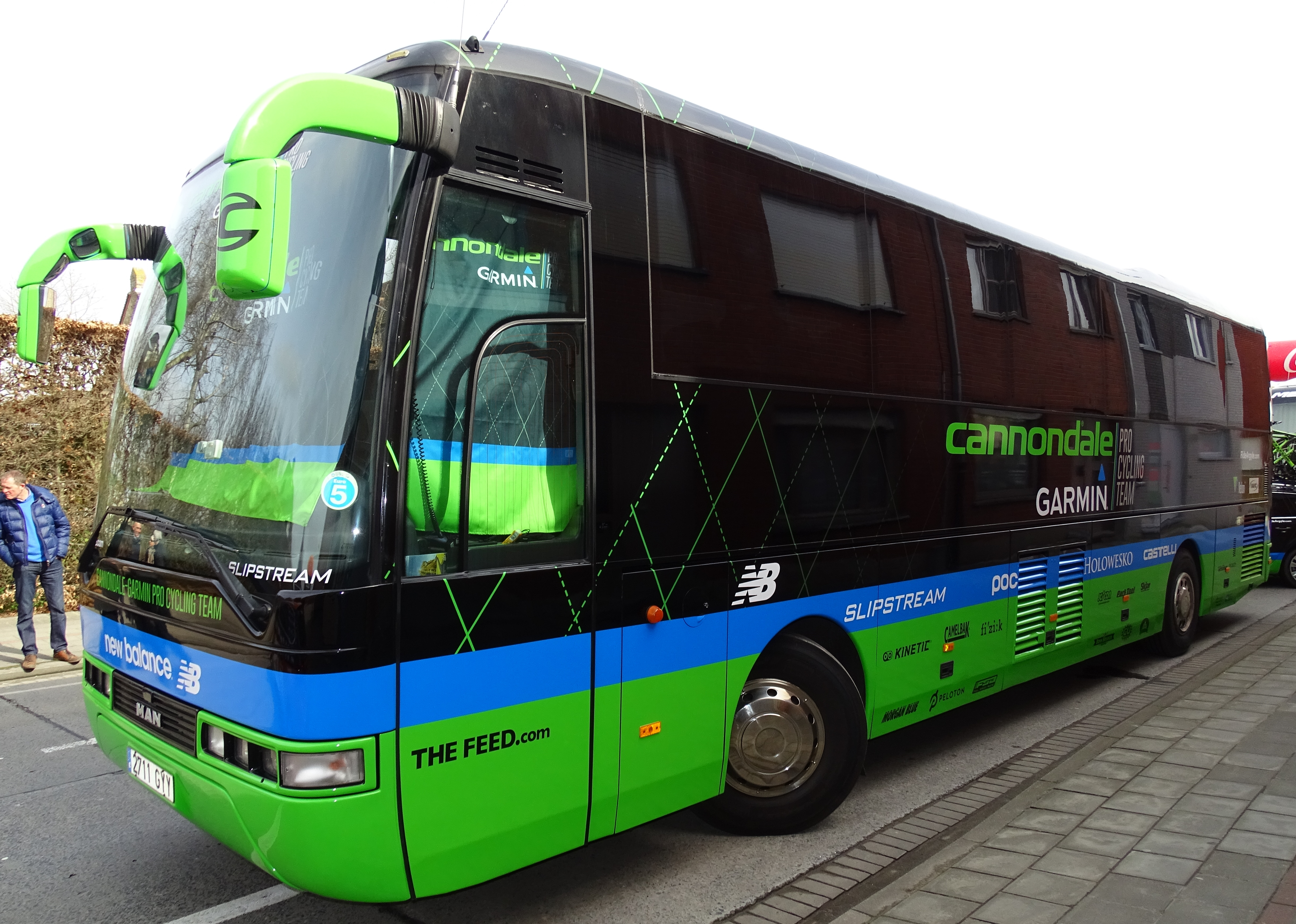
Le bus secondaire de l'équipe lors du Grand Prix E3 2015.
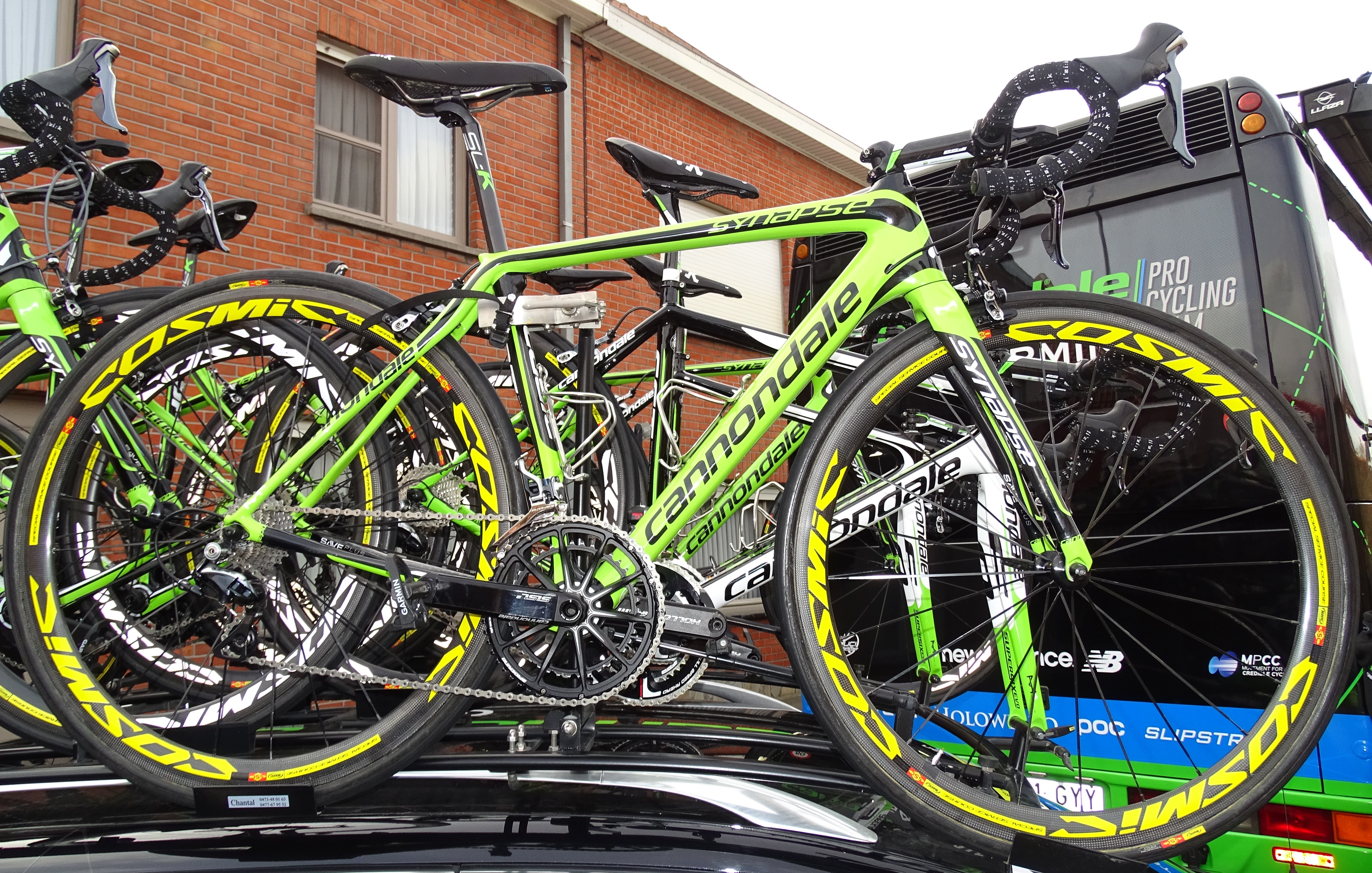
Vélo Cannondale (modèle Synapse) utilisé par l'équipe lors du Grand Prix E3.

### Arrivées et départs
| Arrivées             | Équipe 2014         |
| -------------------- | ------------------- |
| Alberto Bettiol      | Cannondale          |
| Joe Dombrowski       | Sky                 |
| Davide Formolo       | Cannondale          |
| Ted King             | Cannondale          |
| Kristjan Koren       | Cannondale          |
| Alan Marangoni       | Cannondale          |
| Matej Mohorič        | Cannondale          |
| Moreno Moser         | Cannondale          |
| Kristoffer Skjerping | Joker               |
| Davide Villella      | Cannondale          |
| Ruben Zepuntke       | Bissell Development |

| Départs           | Équipe 2015                    |
| ----------------- | ------------------------------ |
| Thomas Dekker     | retraite                       |
| Tyler Farrar      | MTN-Qhubeka                    |
| Caleb Fairly      | Giant-Alpecin                  |
| Koldo Fernández   | retraite                       |
| Phillip Gaimon    | Optum-Kelly Benefit Strategies |
| Raymond Kreder    | Roompot                        |
| David Millar      | retraite                       |
| Lachlan Morton    | Jelly Belly-Maxxis             |
| Nick Nuyens       | retraite                       |
| Johan Vansummeren | AG2R La Mondiale               |
| Steele Von Hoff   | NFTO                           |
| Fabian Wegmann    | Cult Energy                    |

### Objectifs
Les trois leaders de l'équipe sont Andrew Talansky, âgé de 25 ans, Daniel Martin (28 ans) et Ryder Hesjedal (34 ans). Les objectifs de Talansky sont Paris-Nice, le Tour de Catalogne, le Tour du Pays basque, la défense de son titre au Critérium du Dauphiné, puis le Tour de France. Martin prévoit de disputer Tirreno-Adriatico, le Tour de Catalogne, les classiques ardennaises, puis d'épauler Talansky au Tour de France. Une participation au Tour d'Espagne est également envisagée.
Ayant l'effectif le plus jeune des équipes World Tour cette saison, Cannondale-Garmin veut faire progresser ses jeunes coureurs, dont ses recrues Joe Dombrowski, Alberto Bettiol, Davide Formolo, Matej Mohorič, Kristoffer Skjerping, Davide Villella et Ruben Zepuntke.

## Déroulement de la saison

### Mai-juin
Cannondale-Garmin se rend au Tour d'Italie avec pour leader Ryder Hesjedal, vainqueur de la course en 2012. Les autres coureurs sélectionnés sont Janier Acevedo, André Cardoso, Tom Danielson, Alan Marangoni, Tom-Jelte Slagter, Nathan Brown, Davide Formolo et Davide Villella. Formolo dispute son premier grand tour, Brown et Acevedo leur premier Giro. L'équipe prend la dix-neuvième place de la première étape, disputée en contre-la-montre par équipes. Lors de la quatrième étape, Formolo et Danielson participent à une échappée d'une trentaine de coureurs. Attaquant en fin de course, Formolo s'impose seul, avec 22 secondes d'avance sur ses poursuivants. C'est la première victoire de Cannondale-Garmin lors d'une course World Tour en 2015.

## Coureurs et encadrement technique

### Effectif
L'équipe Cannondale-Garmin est composée de 27 coureurs. D'une moyenne d'âge de 26,1 ans en début de saison, c'est l'équipe la plus jeune du World Tour cette saison, et l'effectif le plus jeune qu'ait eu cette équipe depuis 2008.
| Cycliste             | Date de naissance | Nationalité      | Équipe 2014           |  |
| -------------------- | ----------------- | ---------------- | --------------------- |  |
| Janier Acevedo       | 6 décembre 1985   | Colombie         | Garmin-Sharp          |  |
| Jack Bauer           | 7 avril 1985      | Nouvelle-Zélande | Garmin-Sharp          |  |
| Alberto Bettiol      | 29 octobre 1993   | Italie           | Cannondale            |  |
| Nathan Brown         | 7 juillet 1991    | États-Unis       | Garmin-Sharp          |  |
| André Cardoso        | 3 septembre 1984  | Portugal         | Garmin-Sharp          |  |
| Thomas Danielson     | 13 mars 1978      | États-Unis       | Garmin-Sharp          |  |
| Joe Dombrowski       | 12 mai 1991       | États-Unis       | Sky                   |  |
| Davide Formolo       | 25 octobre 1992   | Italie           | Cannondale            |  |
| Nathan Haas          | 12 mars 1989      | Australie        | Garmin-Sharp          |  |
| Lasse Norman Hansen  | 11 février 1992   | Danemark         | Garmin-Sharp          |  |
| Ryder Hesjedal       | 9 décembre 1980   | Canada           | Garmin-Sharp          |  |
| Alex Howes           | 1er janvier 1988  | États-Unis       | Garmin-Sharp          |  |
| Benjamin King        | 22 mars 1989      | États-Unis       | Garmin-Sharp          |  |
| Ted King             | 31 janvier 1983   | États-Unis       | Cannondale            |  |
| Kristjan Koren       | 25 novembre 1986  | Slovénie         | Cannondale            |  |
| Sebastian Langeveld  | 17 janvier 1985   | Pays-Bas         | Garmin-Sharp          |  |
| Alan Marangoni       | 16 juillet 1984   | Italie           | Cannondale            |  |
| Daniel Martin        | 20 août 1986      | Irlande          | Garmin-Sharp          |  |
| Matej Mohorič        | 19 octobre 1994   | Slovénie         | Cannondale            |  |
| Moreno Moser         | 25 décembre 1990  | Italie           | Cannondale            |  |
| Ramūnas Navardauskas | 30 janvier 1988   | Lituanie         | Garmin-Sharp          |  |
| Kristoffer Skjerping | 4 mai 1993        | Norvège          | Joker                 |  |
| Tom-Jelte Slagter    | 1er juillet 1989  | Pays-Bas         | Garmin-Sharp          |  |
| Andrew Talansky      | 23 novembre 1988  | États-Unis       | Garmin-Sharp          |  |
| Dylan van Baarle     | 21 mai 1992       | Pays-Bas         | Garmin-Sharp          |  |
| Davide Villella      | 27 juin 1991      | Italie           | Cannondale            |  |
| Ruben Zepuntke       | 19 janvier 1993   | Allemagne        | Bissell Development   |  |
| Stagiaire            | Date de naissance | Nationalité      | Équipe 2015           |  |
| Jasper Bovenhuis     | 27 juillet 1991   | Pays-Bas         | SEG Racing            |  |
| Ryan Mullen          | 7 août 1994       | Irlande          | An Post-ChainReaction |  |

Portraits
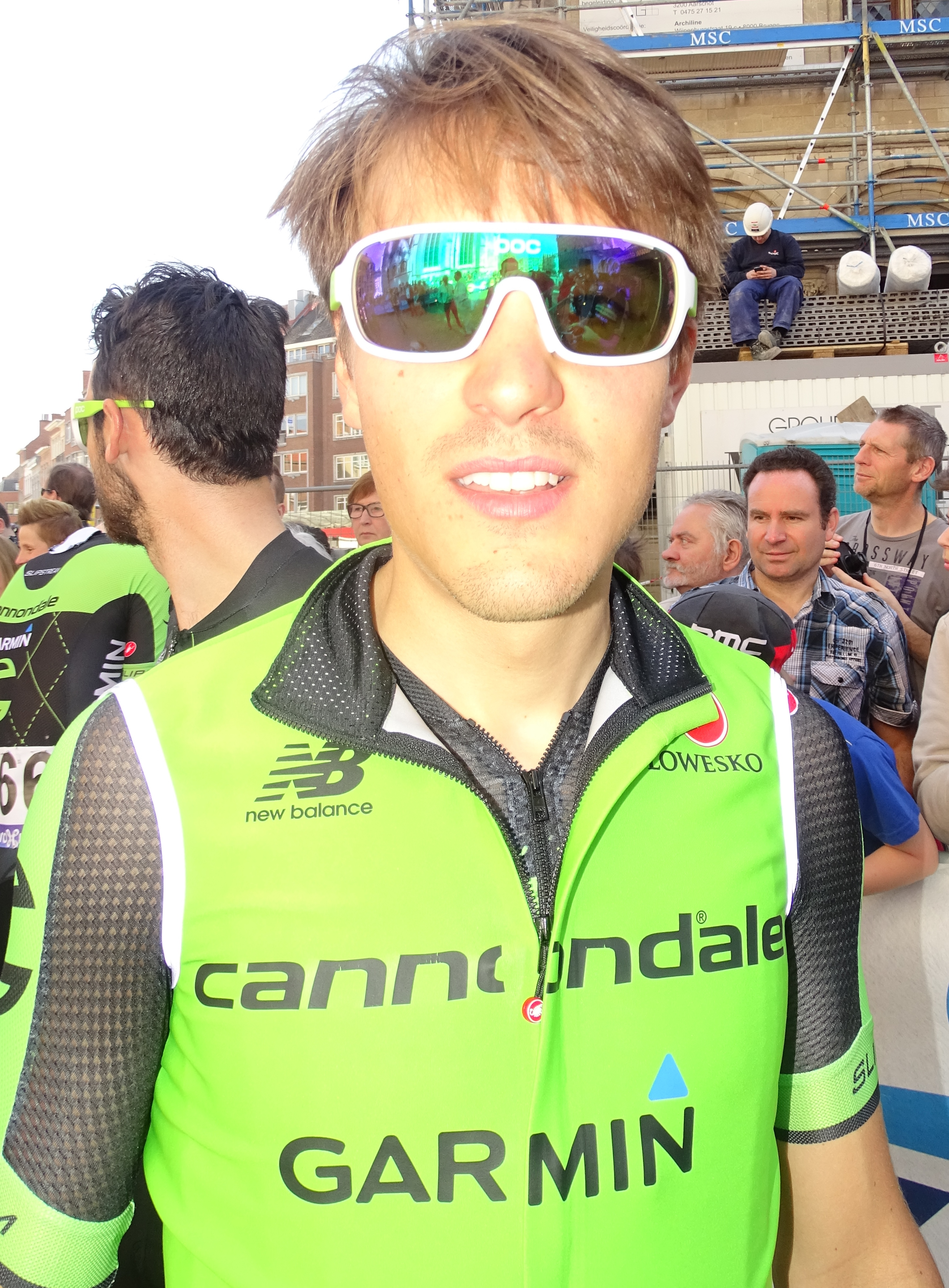
Alberto Bettiol.
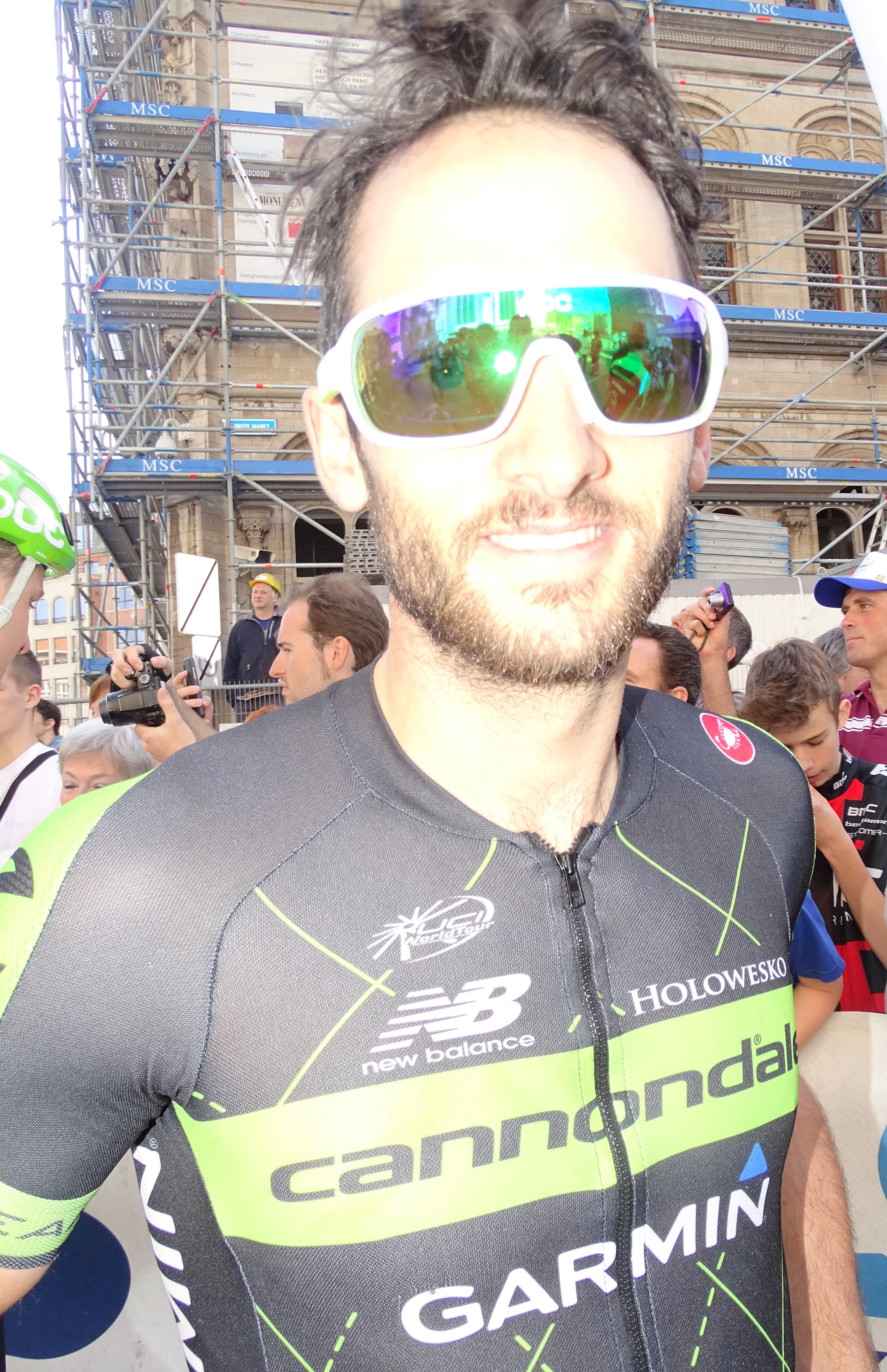
Nathan Haas.
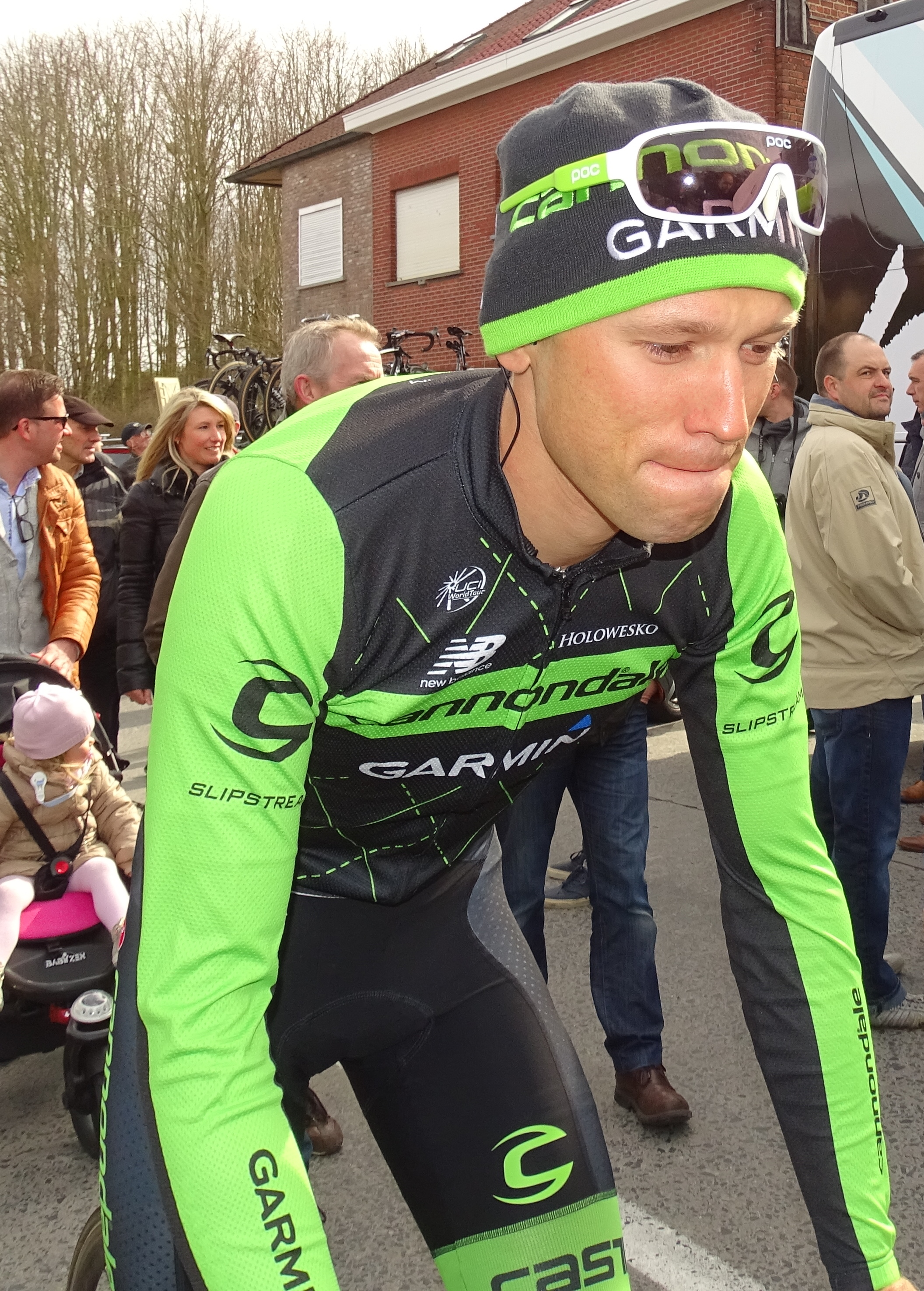
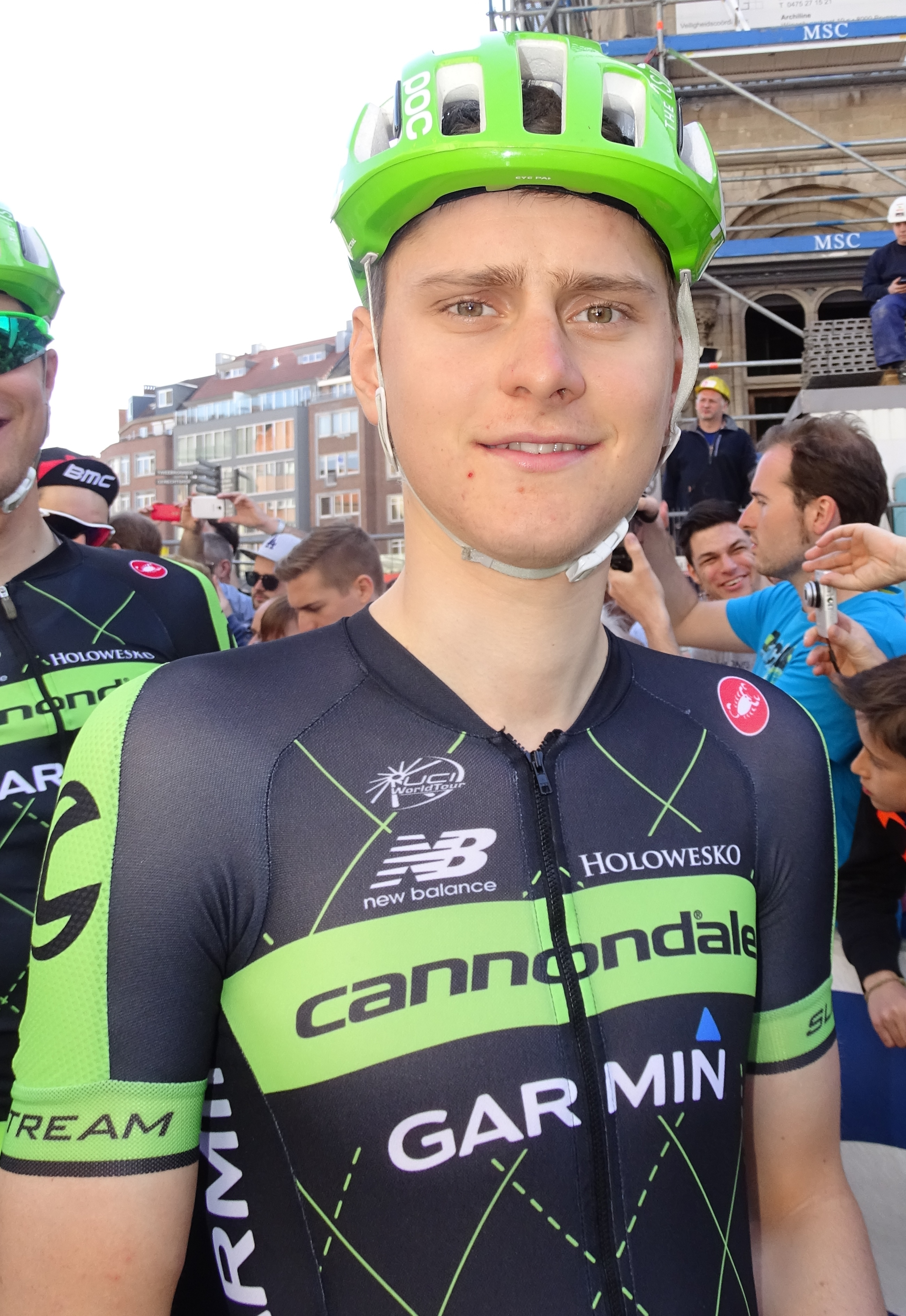
Matej Mohorič.
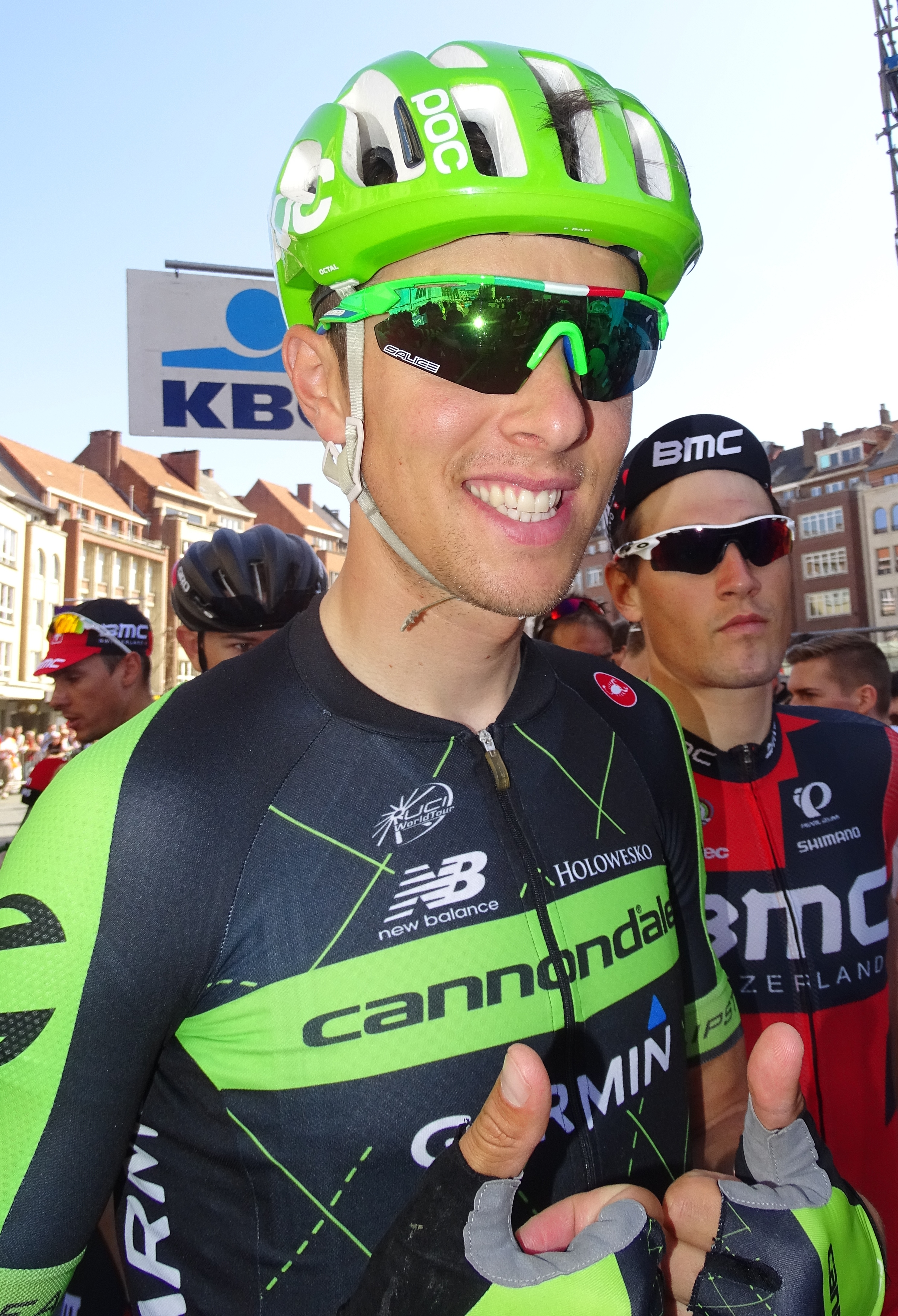
Ramūnas Navardauskas.
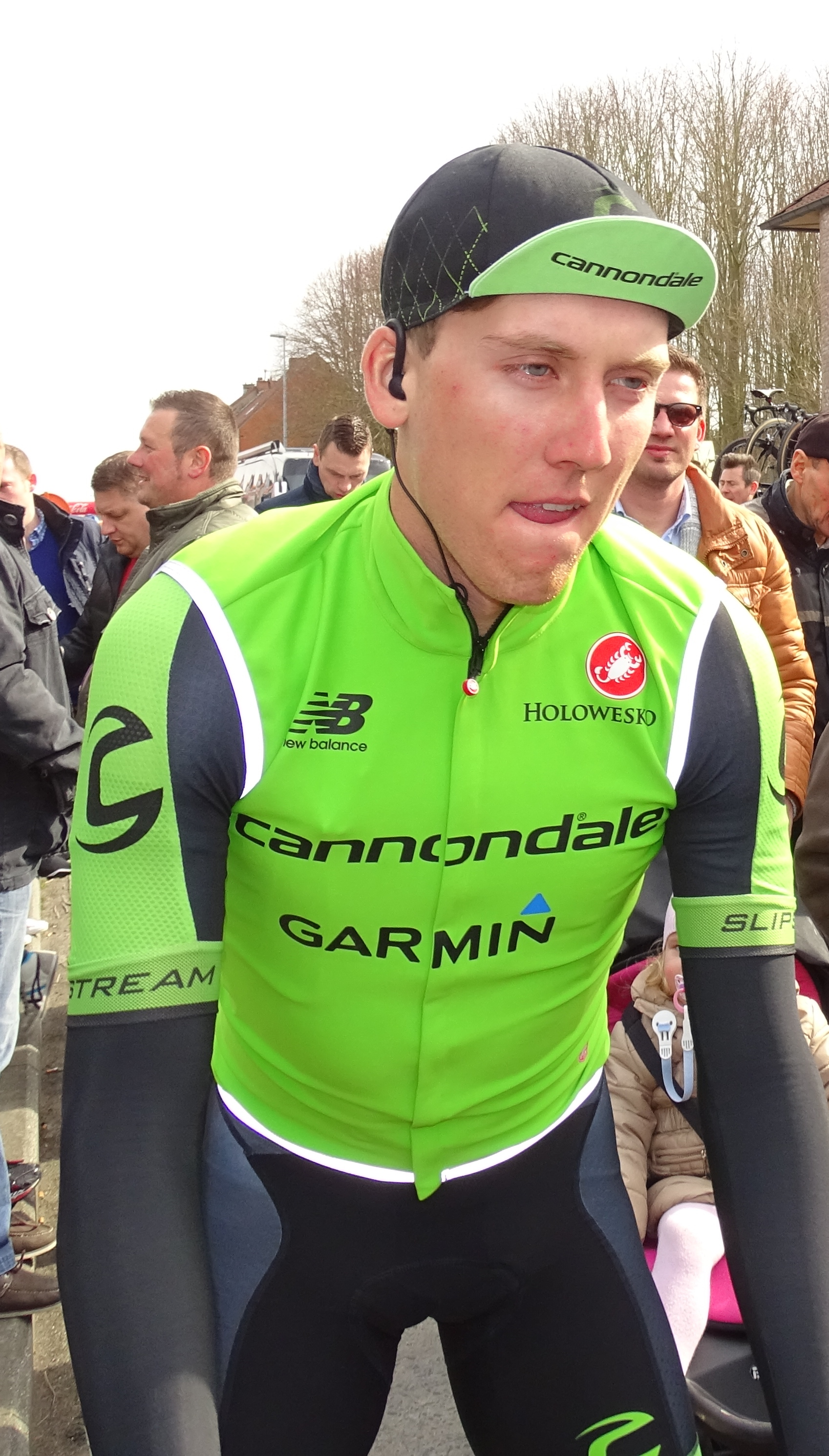
Kristoffer Skjerping.
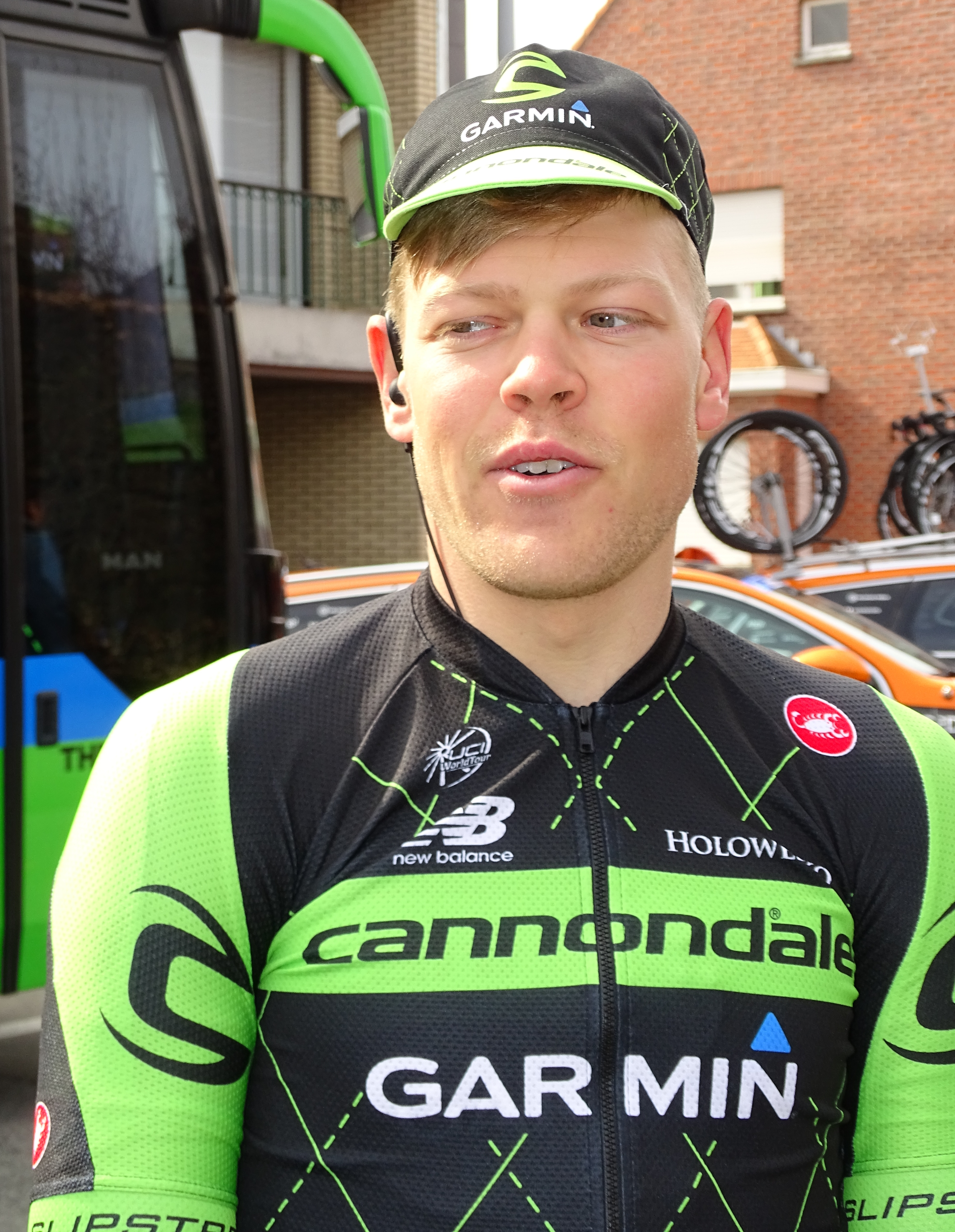
Lasse Norman Hansen.
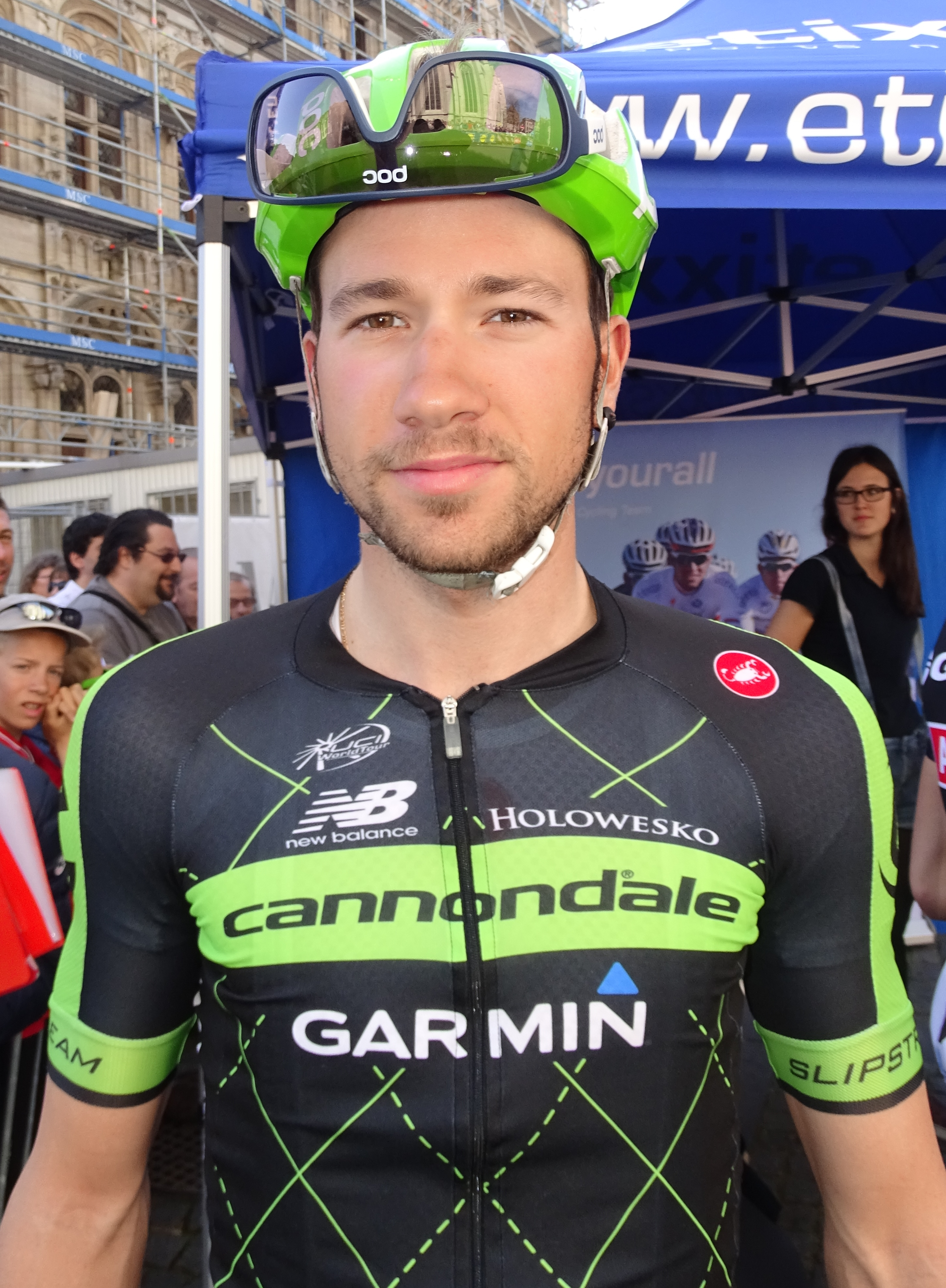
Davide Villella.

### Encadrement
Bien que Cannondale devienne actionnaire de la société de management sportif Slipstream Sports LLC, Doug Ellis en demeure l'actionnaire majoritaire. Jonathan Vaughters, fondateur de l'équipe, est toujours CEO et manager général. Robert Hunter , Bingen Fernández, Fabrizio Guidi, Andreas Klier, Eric Van Lancker, Charles Wegelius et Johnny Weltz sont les directeurs sportifs de l'équipe.

## Bilan de la saison

### Victoires
| Date       | Course                                         | Pays       | Classe | Vainqueur            |
| ---------- | ---------------------------------------------- | ---------- | ------ | -------------------- |
| 28/03/2015 | 1re étape du Critérium international           | France     | 2.HC   | Benjamin King        |
| 10/04/2015 | Classement général du Circuit de la Sarthe     | France     | 2.1    | Ramūnas Navardauskas |
| 12/05/2015 | 4e étape du Tour d'Italie                      | Italie     | WT     | Davide Formolo       |
| 23/05/2015 | Championnat des États-Unis du contre-la-montre | États-Unis | CN     | Andrew Talansky      |
| 26/06/2015 | Championnat de Lituanie du contre-la-montre    | Lituanie   | CN     | Ramūnas Navardauskas |
| 12/07/2015 | 9e étape du Tour d'Autriche                    | Autriche   | 2.HC   | Moreno Moser         |
| 08/08/2015 | 6e étape du Tour de l'Utah                     | États-Unis | 2.HC   | Joe Dombrowski       |
| 09/08/2015 | Classement général du Tour de l'Utah           | États-Unis | 2.HC   | Joe Dombrowski       |
| 04/09/2015 | 3e étape du Tour d'Alberta                     | Canada     | 2.1    | Tom-Jelte Slagter    |
| 05/09/2015 | 4e étape du Tour d'Alberta                     | Canada     | 2.1    | Tom-Jelte Slagter    |
| 06/09/2015 | 5e étape du Tour d'Alberta                     | Canada     | 2.1    | Lasse Norman Hansen  |

### Résultats sur les courses majeures
Les tableaux suivants représentent les résultats de l'équipe dans les principales courses du calendrier international (les cinq classiques majeures et les trois grands tours). Pour chaque épreuve est indiqué le meilleur coureur de l'équipe, son classement ainsi que les accessits glanés par Cannondale-Garmin sur les courses de trois semaines.

#### Classiques
| Classique            | Milan-San Remo            | Tour des Flandres      | Paris-Roubaix        | Liège-Bastogne-Liège | Tour de Lombardie       |
| -------------------- | ------------------------- | ---------------------- | -------------------- | -------------------- | ----------------------- |
| Coureur (classement) | Sebastian Langeveld (14e) | Dylan van Baarle (37e) | Kristjan Koren (72e) | Davide Formolo (32e) | Tom-Jelte Slagter (13e) |

#### Grands tours
| Grand tour           | Tour d'Italie                       | Tour de France        | Tour d'Espagne      |
| -------------------- | ----------------------------------- | --------------------- | ------------------- |
| Coureur (classement) | Ryder Hesjedal (5e)                 | Andrew Talansky (11e) | André Cardoso (18e) |
| Accessits            | 1 victoire d'étape (Davide Formolo) |                       |                     |

### Classement UCI
| Rang | Coureur              | Points |
| ---- | -------------------- | ------ |
| 45   | Ryder Hesjedal       | 102    |
| 51   | Daniel Martin        | 85     |
| 70   | Andrew Talansky      | 54     |
| 75   | Ramunas Navardauskas | 50     |
| 76   | Tom-Jelte Slagter    | 49     |
| 112  | Davide Formolo       | 26     |
| 146  | Jack Bauer           | 10     |
| 167  | André Cardoso        | 6      |
| 174  | Dylan Van Baarle     | 4      |
| 179  | Moreno Moser         | 4      |
| 189  | Alan Marangoni       | 2      |
| 191  | Tom Danielson        | 2      |
| 203  | Nathan Haas          | 1      |